# Aethaloessa
Aethaloessa és un gènere d'arnes de la família Crambidae.

## Taxonomia
- Aethaloessa calidalis (Guenée, 1854)
- Aethaloessa floridalis (Zeller, 1852)
- Aethaloessa rufula Whalley, 1961